# Alex Caffi
Alessandro Caffi (Rovato, 18 de março de 1964) é um piloto italiano de automobilismo. Participou de 75 grandes-prêmios, sendo seu primeiro em 7 de setembro de 1986. Em 2006, correu na Grand Prix Masters, categoria que reunia pilotos de Fórmula 1 aposentados.

## Biografia
Caffi passou três anos na Fórmula 3 italiana, de 1984 a 1986, terminando em terceiro no ano de 1986. Em 1986, começou a dirigir pela Osella terminando em 11º lugar, o Grande Prêmio da Itália.
O pequeno time italiano estava impressionado com seu modo de dirigir, e assinou contrato com ele para a temporada de 1987. O motor Alfa Romeo não era competitivo, nem mesmo confiável. Caffi nunca terminou uma corrida, porém clasificou-se na 12ª posição para o GP de San Marino. Porém, o italiano atraiu a atenção das pessoas, por sua atitude e perícia em um carro tão ruim (notavelmente qualificando-se na 16ª posição para o Grande Prêmio de Mônaco).
Ele se mudou para a Scuderia Italia, correndo com um chassis Dallara, em 1988, e consegue o 7º lugar no Grande Prêmio de Portugal. No campeonato de 1989, a equipe comprou seu segundo carro, e tendo como companheiro de equipe e compatriota, o experiente Andrea De Cesaris, e trocando para pneus Pirelli. Caffi, impressionado com a performance dos novos pneus, termina o Grande Prêmio de Mônaco em 4º lugar (seu melhor resultado na categoria), e estava na 2ª posição no Grande Prêmio dos Estados Unidos, até De Cesaris retirá-lo da corrida. A segunda metade da temporada não foi tão boa, porque a Pirelli tentava encontrar pneus de corridas consistentes, mas Caffi se destacou por largar na 3ª posição no Grande Prêmio da Hungria (terminando em 7º lugar por causa da borracha italiana).
Caffi foi notado como um talento promissor, e sondado pela Arrows para 1990. O time planejava ser campeão no ano seguinte com o novo Porsche V12 e com o veterano Michele Alboreto como líder do time, enquanto esse campeonato era para ser um ano de testes. Caffi se machucou num acidente ciclístico na pré-temporada, não participando da primeira corrida da temporada, em Phoenix, nos Estados Unidos, vaga ocupada pelo alemão Bernd Schneider. Na segunda prova, o GP do Brasil, em Interlagos, Caffi finalmente estrearia na sua nova equipe, o GP de San Marino, mas ele não se classificaria para o grid de largada; no GP de Mônaco, ele terminou em 5º lugar e os primeiros e únicos 2 pontos para a equipe; no GP de Portugal, o piloto sofreria um acidente sério batendo forte na área de proteção da curva 2 da pista. O piloto italiano disputava a 9ª posição com o japonês Aguri Suzuki nas últimas 10 voltas da prova; novamente seria substituído novamente por Schneider na prova seguinte, o GP da Espanha, em Jerez; em Suzuka, no Japão, ele retornaria e terminou a prova em 9º lugar; na última etapa, em Adelaide, na Austrália, o piloto ficava novamente fora do grid.
O ano de 1991 chegou e foi um desastre. O motor Porsche V12 estava muito pesado e seriamente sem potência, e Caffi não se classificou para as quatro primeiras corridas. Nos treinos para o Grande Prêmio de Mônaco, ele teve um acidente sério com o seu Footwork batendo forte de frente no início do "S" da piscina. Com a batida, ele quebrou a mandíbula. Impedido de pilotar nas provas seguintes, a Footwork chamou o sueco Stefan Johansson. Caffi retornou para o GP da Alemanha em Hockenheim (quando a equipe substituiu o motor alemão para o Ford no restante da temporada), mas o piloto nem passou da pré-classificação; a pré-classificação que o italiano também amargaria nas cinco provas seguidas. Ele finalmente classificou-se para o Grande Prêmio do Japão, terminando em 10º lugar, mas Aguri Suzuki havia sido anunciado para o ano de 1992. Caffi ficou sem carro para aquela temporada.
- Ele não teve outra opção, senão assinar contrato com o time da Andrea Moda Formula. No entanto, problemas de registro com a FIA resultaram em não mais que algumas voltas de treino no Grande Prêmio da África do Sul, e o time chegou atrasado para o Grande Prêmio do México e foram impedidos de correr. Após isto, Caffi foi substituído pelo brasileiro Roberto Pupo Moreno, e seu tempo na F-1 havia acabado.

Após uma breve carreira nas competições de carros de turismo italiana e espanhola, Caffi começou a correr com carros esportivos, correndo em GTs, ISRS e ALMS.
Atualmente Alex Caffi negocia sua participação na Fórmula Truck brasileira e disputou o GP de Caruaru no agreste pernambucano pela equipe Dakarmotors, com o caminhão de número #21.

## Fórmula 1[2]
(legenda)
| Ano  | Nome Oficial da Equipe            | Chassis        | Motor                    | 1         | 2         | 3         | 4         | 5         | 6         | 7         | 8         | 9         | 10        | 11        | 12        | 13        | 14        | 15        | 16        | Pontos | Posição  |
| ---- | --------------------------------- | -------------- | ------------------------ | --------- | --------- | --------- | --------- | --------- | --------- | --------- | --------- | --------- | --------- | --------- | --------- | --------- | --------- | --------- | --------- | ------ | -------- |
| 1986 | Osella Squadra Corse              | Osella FA1F    | Alfa Romeo 890T V8 Turbo | BRA       | ESP       | SMR       | MON       | BEL       | CAN       | USE       | FRA       | GBR       | GER       | HUN       | AUT       | ITA 11º P | POR       | MEX       | AUS       | 0      | NC (30º) |
| 1987 | Osella Squadra Corse              | Osella FA1I    | Alfa Romeo 890T V8 Turbo | BRA Ret G | SMR 12º G | BEL Ret G | MON Ret G | DET Ret G | FRA Ret G | GBR Ret G | ALE Ret G | HUN Ret G | AUT Ret G | ITA Ret G | POR Ret G | ESP NQ G  | MEX Ret G | JAP Ret G | AUS NQ G  | 0      | NC (27º) |
| 1988 | BMS Scuderia Italia               | Dallara 3087   | Ford Cosworth DFV V8     | BRA NQ G  |           |           |           |           |           |           |           |           |           |           |           |           |           |           |           | 0      | NC (19º) |
| 1988 | BMS Scuderia Italia               | Dallara F188   | Ford Cosworth DFZ V8     |           | SMR Ret G | MON Ret G | MEX Ret G | CAN NQ G  | DET 8º G  | FRA 12º G | GBR 11º G | ALE 15º G | HUN Ret G | BEL 8º G  | ITA Ret G | POR 7º G  | ESP 10º G | JAP Ret G | AUS Ret G | 0      | NC (19º) |
| 1989 | BMS Scuderia Italia               | Dallara F189   | Ford Cosworth DFR V8     | BRA NPQ P | SMR 7º P  | MON 4º P  | MEX 13º P | EUA Ret P | CAN 6º P  | FRA Ret P | GBR NPQ P | ALE Ret P | HUN 7º P  | BEL Ret P | ITA 11º P | POR Ret P | ESP Ret P | JAP 9º P  | AUS Ret P | 4      | 19º      |
| 1990 | Footwork Arrows Racing            | Arrows A11B    | Ford Cosworth DFR V8     | EUA       | BRA Ret G | SMR NQ G  | MON 5º G  | CAN 8º G  | MEX NQ G  | FRA Ret G | GBR 7º G  | ALE 9º G  | HUN 9º G  | BEL 10º G | ITA 9º G  | POR 13º G | ESP       | JAP 9º G  | AUS NQ G  | 2      | 16º      |
| 1991 | Footwork Grand Prix International | Footwork A11C  | Porsche 3512 V12         | EUA NQ G  | BRA NQ G  |           |           | CAN       | MEX       | FRA       | GBR       |           |           |           |           |           |           |           |           | 0      | NC (33º) |
| 1991 | Footwork Grand Prix International | Footwork FA12  | Porsche 3512 V12         |           |           | SMR NQ G  | MON NQ G  | CAN       | MEX       | FRA       | GBR       |           |           |           |           |           |           |           |           | 0      | NC (33º) |
| 1991 | Footwork Grand Prix International | Footwork FA12C | Ford DFR V8              |           |           |           |           | CAN       | MEX       | FRA       | GBR       | ALE NPQ G | HUN NPQ G | BEL NQ G  | ITA NPQ G | POR NPQ G | ESP NPQ G | JAP 10º G | AUS 15º G | 0      | NC (33º) |
| 1992 | Andrea Moda Formula               | Moda C4B       | Judd GV V10              | AFS EXC G |           | BRA       | ESP       | SMR       | MON       | CAN       | FRA       | GBR       | GER       | HUN       | BEL       | ITA       | POR       | JPN       | AUS       | -      | -        |
| 1992 | Andrea Moda Formula               | Moda S921      | Judd GV V10              |           | MEX DNP G | BRA       | ESP       | SMR       | MON       | CAN       | FRA       | GBR       | GER       | HUN       | BEL       | ITA       | POR       | JPN       | AUS       | -      | -        |

## 24 Horas de Le Mans[1]
| Ano  | Equipe                     | Nº | Co-Pilotos                               | Chassi                      | Pneus | Classe | Voltas | Posição Geral | Posição Na Categoria |
| Ano  | Equipe                     | Nº | Co-Pilotos                               | Motor                       | Pneus | Classe | Voltas | Posição Geral | Posição Na Categoria |
| ---- | -------------------------- | -- | ---------------------------------------- | --------------------------- | ----- | ------ | ------ | ------------- | -------------------- |
| 1999 | Courage Compétition Racing | 13 | Andrea Montermini Domenico Schiattarella | Courage C52                 | B     | LMP    | 342    | 6º            | 5º                   |
| 1999 | Courage Compétition Racing | 13 | Andrea Montermini Domenico Schiattarella | Nissan VRH35L 3.5L Turbo V6 | B     | LMP    | 342    | 6º            | 5º                   |
| 2004 | Seikel Motorsport          | 83 | Gabrio Rosa Peter van Merksteijn         | Porsche 911 GT3-RS          | Y     | GT     | 148    | DNF           | DNF                  |
| 2004 | Seikel Motorsport          | 83 | Gabrio Rosa Peter van Merksteijn         | Porsche 3.6L Flat-6         | Y     | GT     | 148    | DNF           | DNF                  |
| 2007 | Spyker Squadron b.v.       | 85 | Andrea Belicchi Andrea Chiesa            | Spyker C8 Spyder GT2-R      | M     | GT2    | 145    | DNF           | DNF                  |
| 2007 | Spyker Squadron b.v.       | 85 | Andrea Belicchi Andrea Chiesa            | Audi 3.8L V8                | M     | GT2    | 145    | DNF           | DNF                  |